# 어렴풋이 알고 있었어
"어렴풋이 알고 있었어"(I Hazily Knew It)는 한국에서 제작된 신지영 감독의 2006년 드라마, 멜로/로맨스 영화이다. 이승연 등이 주연으로 출연하였고 김태영 등이 제작에 참여하였다.

## 출연

### 주연
- 이승연
- 한승엽
- 김자영

## 기타
- 제작부: 박정
- 제작부: 박소현
- 촬영부: 김대욱
- 촬영부: 김순석
- 조명부: 김수웅
- 조명부: 도진희
- 연출부: 장민애
- 연출부: 황지명
- 연출부: 김승기
- 조감독: 송현창
- 조감독: 라호영
- 동시녹음: 김정훈
- 동시녹음: 김형준
- 음향: 김진희
- 미술: 이인수
- 미술: 서효정
- 미술: 이민아 2
- 타이틀: 표기식
- 분장: 최승자
- 분장: 이경화
- 의상: 유현지
- 스토리보드: 이인수
- 스토리보드: 이민아 2